# Deilagaon megarhopalum
Deilagaon megarhopalum är en stekelart som först beskrevs av Grandi 1923.  Deilagaon megarhopalum ingår i släktet Deilagaon och familjen fikonsteklar. Inga underarter finns listade i Catalogue of Life.